# Biblis (Rhein-Neckar-Kreis)

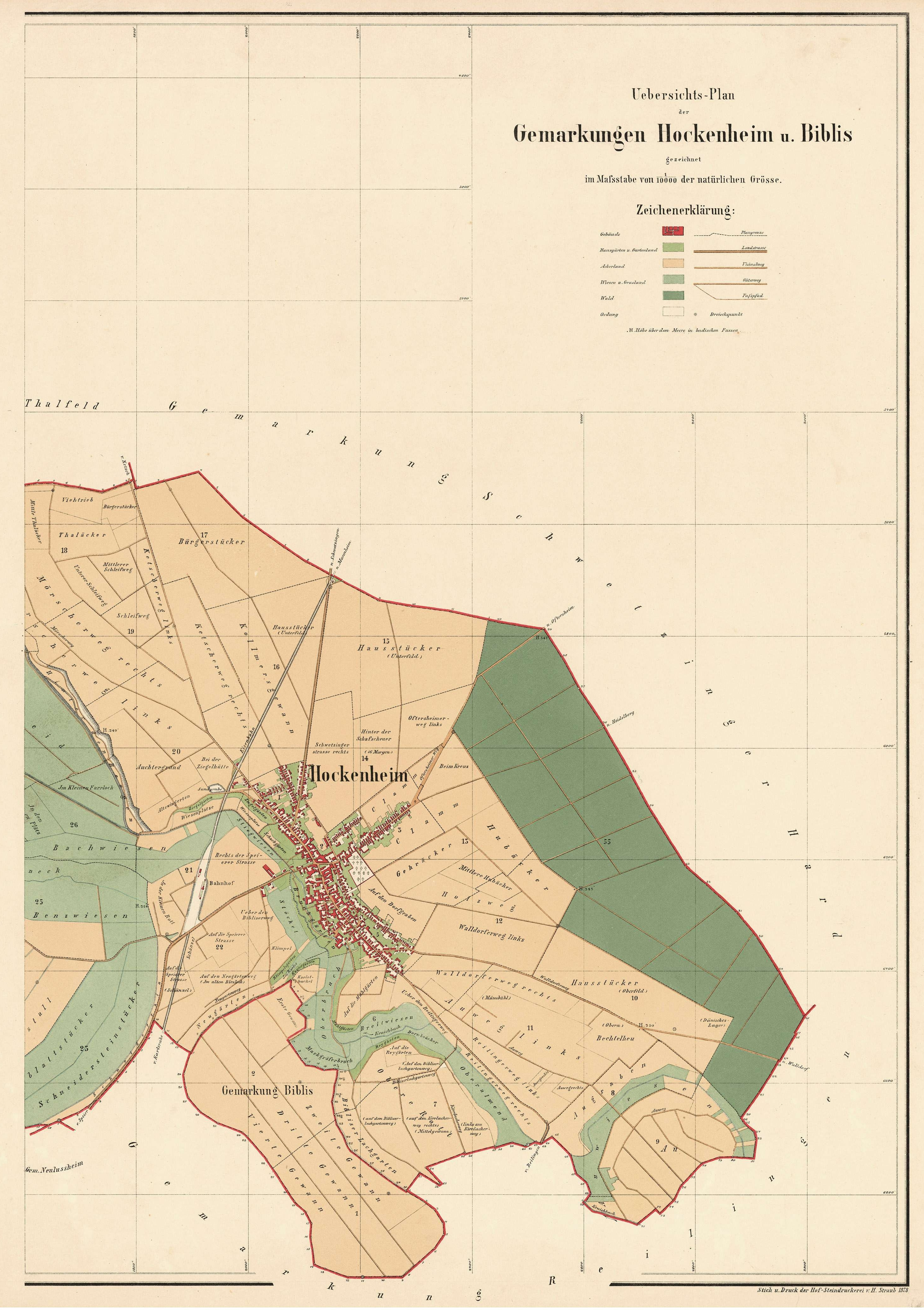
Gemarkungsplan von 1880

Der Biblis ist ein im 19. Jahrhundert gerodeter Wald im heutigen Rhein-Neckar-Kreis im Nordwesten von Baden-Württemberg. Als Staatsforst bildete er bis 1929 als eigenständige Gemarkung ein gemeindefreies Gebiet.

## Lage und Größe
Der Biblis lag im Bereich der zu den Hardtebenen zählenden Kraichniederung, die abgerundete Form erklärt sich durch eine ihn umfassende trockengefallene Flussschlinge. Im Norden grenzte er an die Hockenheimer, im Süden die Reilinger Gemarkung. Das unbewohnte Gebiet gehörte verwaltungsmäßig zum Bezirksamt Schwetzingen und hatte eine Fläche von 91,45 Hektar.

## Geschichte

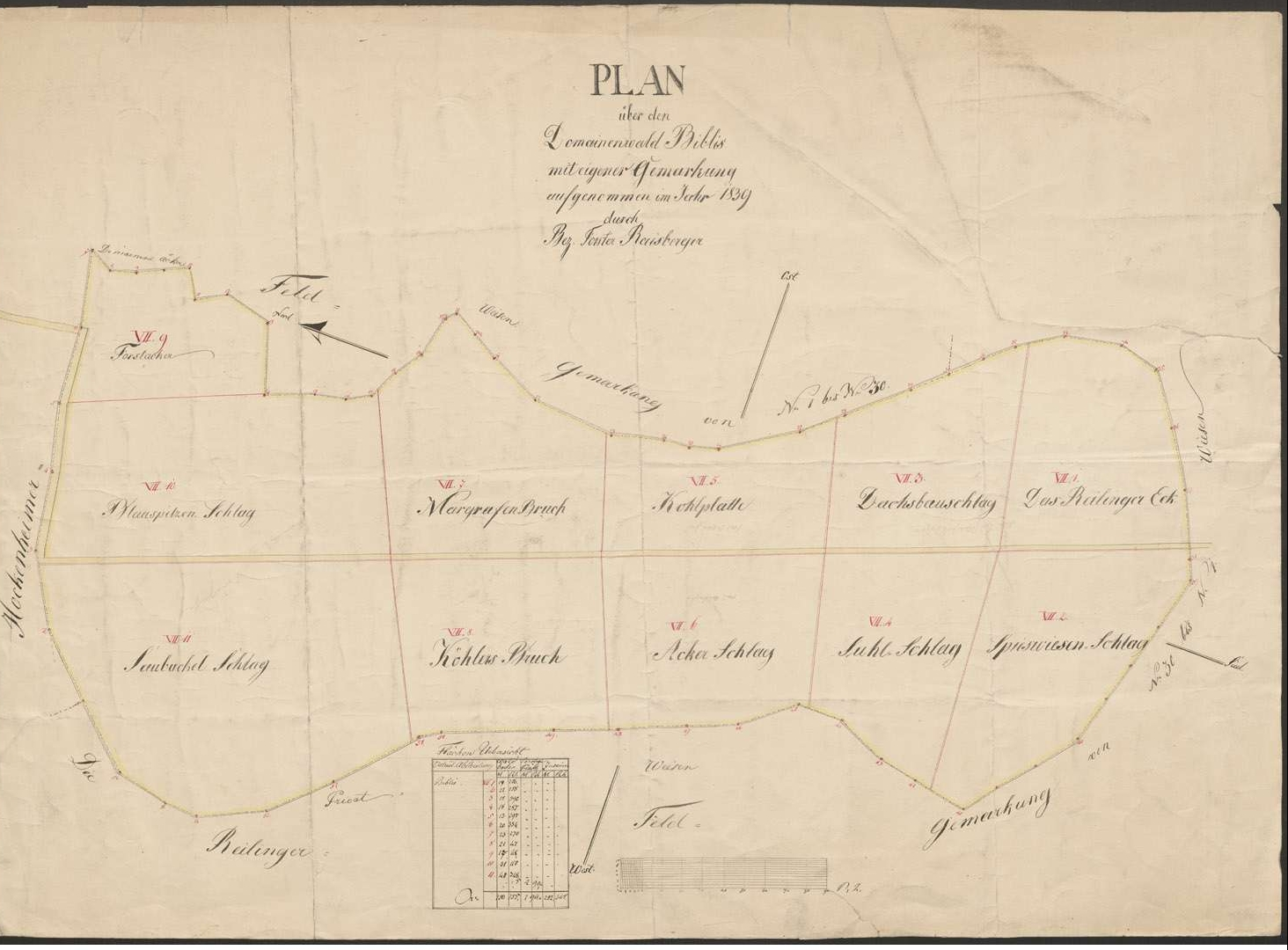
Staatsforst Biblis, Plan von 1839

Der Biblis war ursprünglich ein Waldgebiet mit einer Fläche von 200 Morgen, das im Besitz der kurpfälzischen Hofkammer zu Heidelberg war. Nach der Auflösung der Kurpfalz aufgrund des Reichsdeputationshauptschlusses 1803 fiel das Gebiet der zum Kurfürstentum aufgewerteten Markgrafschaft Baden zu, endgültig beschlossen beim Wiener Kongress 1815. Als Staatswald wurde das Gebiet keiner der angrenzenden Ortschaften zugeteilt, sondern als eigenständige Gemarkung und gemeindefreies Gebiet eingestuft.
Im Laufe des 19. Jahrhunderts wurde der Wald vollständig gerodet. In der Badischen Gemeindeordnung von 1921 war die Auflösung der abgesonderten Gemarkungen festgelegt worden. Am 1. April 1929 wurde Biblis, zeitgleich mit dem einige Kilometer weiter westlich gelegenen Speyerer Grün, aufgeteilt: Reilingen erhielt 35, Hockenheim 56 Hektar zugesprochen.

## Biblis heute
Quer durch das Gebiet des früheren Biblis verläuft in west-östlicher Richtung eine als Umgehung Reilingens und weiterer Orte gebaute Schnellstraße, ursprünglich B 39, nach Abstufung Landesstraße 723, ihr folgt mittlerweile auch die Grenze zwischen beiden Kommunen. Der nördlich gelegene Hockenheimer Teil ist mittlerweile zu rund der Hälfte bebaut, der Name blieb für diesen Bereich erhalten und wird auch von einer lokalen Anwohnerinitiative geführt. Der südliche, Reilinger Teil wird landwirtschaftlich genutzt, an seinem westlichen Rand liegt ein ehemaliger Baggersee.